# Jüdische Friedhöfe in Ulm
Bei den Jüdischen Friedhöfen in Ulm handelt es sich um die nicht mehr existierenden Mittelalterlichen Friedhöfe, um den sogenannten Alten Friedhof und um den sogenannten Neuen Friedhof in der Stadt Ulm in Baden-Württemberg.

## Mittelalterliche Friedhöfe

### Mittelalterlicher Friedhof I
Ein 1281 erwähnter erster Friedhof befand sich am Platz des Neuen Tores (heute: Kreuzung zwischen Kelter-, Wengen- und Sterngasse). Belegt wurde er bis zum 14. Jahrhundert. Wegen einer Stadterweiterung musste er verlegt werden.
- Koordinaten:  48° 24′ 2,5″ N, 9° 59′ 15,3″ O

### Mittelalterlicher Friedhof II
Der 1356 erstmals erwähnte zweite Friedhof befand sich außerhalb des Neuen Tores auf dem Gebiet der heutigen Hauptpost. Er wurde 1499 abgeräumt, die Grabsteine wurden zum Hausbau und zum Bau des Münsters verwendet. Einige Grabsteine wurden im 18./19. Jahrhundert wiederentdeckt.
- Koordinaten:  48° 24′ 1″ N, 9° 59′ 2,1″ O

## Alter Friedhof
Der Alte Israelitische Friedhof  im städtischen Alten Friedhof an der Frauenstraße wurde 1852 angelegt. Zwischen 1936 und 1945 wurde der Friedhof zerstört. Nach dem Krieg wurden die verbliebenen Grabsteine wiederaufgestellt. 14 Grabsteine sind erhalten, der jüngste datiert aus dem Jahr 1924. Heute ist das Gelände eine Parkanlage.
- Koordinaten:  48° 24′ 18,7″ N, 9° 59′ 44″ O

## Neuer Friedhof
Der im Jahr 1899 angelegte Friedhof liegt im Städtischen Friedhof an der Stuttgarter Straße. Er befindet sich in Nutzung. 1990 wurden 335 Grabsteine gezählt.
- Koordinaten:  48° 24′ 47,9″ N, 9° 59′ 16,8″ O